# Phlogiodes validus
Genre
Espèce
Synonymes
- Phlogiodes robustus Pocock, 1899

Phlogiodes validus, unique représentant du genre Phlogiodes, est une espèce d'araignées mygalomorphes de la famille des Theraphosidae.

## Distribution
Cette espèce est endémique du Maharashtra en Inde,. Elle se rencontre dans les Ghats occidentaux.

## Description
Le mâle holotype mesure 25 mm.
Le mâle décrit par Mirza, Sanap et Siliwal en 2011 mesure 26,10 mm et les femelles de 16,11 à 31,89 mm.

## Systématique et taxinomie
Cette espèce a été décrite par Pocock en 1899. Elle est placée dans le genre Haploclastus par Raven en 1985. Elle est placée dans le genre Phlogiodes par Mirza et Sanap en 2013.
Phlogiodes robustus a été placée en synonymie par Siliwal et Raven en 2010.
Ce genre a été décrit par Pocock en 1899 dans les Theraphosidae. Il est placé en synonymie avec Haploclastus par Raven en 1985. Il est relevé de synonymie par Mirza et Sanap en 2013.

## Publication originale
- Pocock, 1899 : « Diagnoses of some new Indian Arachnida. » Journal of the Bombay Natural History Society, vol. 12, p. 744-753 (texte intégral).